# Crégy-lès-Meaux
Crégy-lès-Meaux és un municipi francès, situat al departament de Sena i Marne i a la regió d'Illa de França. L'any 2007 tenia 4.222 habitants.
Forma part del cantó de Claye-Souilly, del districte de Meaux i de la Comunitat d'aglomeració del Pays de Meaux.

## Demografia

### Població
El 2007 la població de fet de Crégy-lès-Meaux era de 4.222 persones. Hi havia 1.471 famílies, de les quals 313 eren unipersonals (128 homes vivint sols i 185 dones vivint soles), 317 parelles sense fills, 708 parelles amb fills i 133 famílies monoparentals amb fills.
La població ha evolucionat segons el següent gràfic:
Habitants censats

### Habitatges
El 2007 hi havia 1.539 habitatges, 1.484 eren l'habitatge principal de la família, 5 eren segones residències i 50 estaven desocupats. 1.110 eren cases i 425 eren apartaments. Dels 1.484 habitatges principals, 998 estaven ocupats pels seus propietaris, 466 estaven llogats i ocupats pels llogaters i 20 estaven cedits a títol gratuït; 111 tenien una cambra, 114 en tenien dues, 192 en tenien tres, 441 en tenien quatre i 625 en tenien cinc o més. 1.207 habitatges disposaven pel capbaix d'una plaça de pàrquing. A 713 habitatges hi havia un automòbil i a 627 n'hi havia dos o més.

### Piràmide de població
La piràmide de població per edats i sexe el 2009 era:
| Homes | Edats   | Dones |
| ----- | ------- | ----- |
| 1     | 95 o +  | 0     |
| 4     | 90 a 94 | 4     |
| 5     | 85 a 89 | 10    |
| 5     | 80 a 84 | 11    |
| 38    | 75 a 79 | 28    |
| 23    | 70 a 74 | 31    |
| 23    | 65 a 69 | 27    |
| 42    | 60 a 64 | 36    |
| 26    | 55 a 59 | 35    |
| 116   | 50 a 54 | 78    |
| 151   | 45 a 49 | 142   |
| 145   | 40 a 44 | 182   |
| 172   | 35 a 39 | 206   |
| 170   | 30 a 34 | 191   |
| 130   | 25 a 29 | 146   |
| 92    | 20 a 24 | 77    |
| 139   | 15 a 19 | 169   |
| 236   | 10 a 14 | 186   |
| 170   | 5 a 9   | 181   |
| 171   | 0 a 4   | 154   |

## Economia
El 2007 la població en edat de treballar era de 2.962 persones, 2.285 eren actives i 677 eren inactives. De les 2.285 persones actives 2.117 estaven ocupades (1.069 homes i 1.048 dones) i 167 estaven aturades (79 homes i 88 dones). De les 677 persones inactives 125 estaven jubilades, 406 estaven estudiant i 146 estaven classificades com a «altres inactius».

### Ingressos
El 2009 a Crégy-lès-Meaux hi havia 1.450 unitats fiscals que integraven 4.343 persones, la mediana anual d'ingressos fiscals per persona era de 20.672 €.

### Activitats econòmiques
Dels 79 establiments que hi havia el 2007, 2 eren d'empreses extractives, 1 d'una empresa alimentària, 3 d'empreses de fabricació d'altres productes industrials, 13 d'empreses de construcció, 21 d'empreses de comerç i reparació d'automòbils, 9 d'empreses de transport, 3 d'empreses d'hostatgeria i restauració, 1 d'una empresa d'informació i comunicació, 2 d'empreses financeres, 4 d'empreses immobiliàries, 7 d'empreses de serveis, 10 d'entitats de l'administració pública i 3 d'empreses classificades com a «altres activitats de serveis».
Dels 22 establiments de servei als particulars que hi havia el 2009, 1 era una oficina de correu, 4 tallers de reparació d'automòbils i de material agrícola, 1 autoescola, 2 paletes, 4 guixaires pintors, 1 fusteria, 1 lampisteria, 3 electricistes, 1 perruqueria, 2 restaurants, 1 agència immobiliària i 1 saló de bellesa.
Dels 3 establiments comercials que hi havia el 2009, 1 era un hipermercat, 1 una botiga de menys de 120 m² i 1 una sabateria.

## Equipaments sanitaris i escolars
L'únic equipament sanitari que hi havia el 2009 era una farmàcia.
El 2009 hi havia 1 escola maternal i 1 escola elemental. Crégy-lès-Meaux disposava d'un col·legi d'educació secundària amb 594 alumnes.

## Poblacions properes
El següent diagrama mostra les poblacions més properes.